# Sannolikhetsgenererande funktion
Den sannolikhetsgenererande funktionen för en diskret slumpvariabel är en potensserierepresentation  av slumpvariabelns sannolikhetsfunktion. Sannolikhetsgenererande funktioner används ofta för deras kortfattade beskrivning av följden Pr ( X = k ) i sannolikhetsfunktionen för en slumpmässig variabel X. Vidare, om sannolikhetsfunktionen är reproduktionsfördelningen för en Galton-Watson-process, ger upprepad applicering av den sannolikhetsgenererande funktionen långsiktigt beteende för processen. 

## Definition
Om X är en diskret slumpvariabel som har utfallsrummet  {0,1, ...}, definieras den sannolikhetsgenererande funktionen för X som
{\displaystyle G(s)=\operatorname {E} (s^{X})=\sum _{k=0}^{\infty }p(k)s^{k},}
där p är sannolikhetsfunktionen för X.

## Egenskaper
En del intressanta egenskaper för sannolikhetsgenererande funktioner kan härledas. 
1. Sannolikhetsfunktionen för X fås genom att  derivera G[1], 
{\displaystyle p(k)=\operatorname {Pr} (X=k)={\frac {G^{(k)}(0)}{k!}}.}
2. Det följer från egenskap 1 att om två slumpvariabler X och Y har sannolikhetsgenererande funktioner som är lika, {\displaystyle G_{X}=G_{Y}} så är även  {\displaystyle p_{X}=p_{Y}}[1]. Alltså, om X och Y har identiska sannolikhetsgenererande funktioner, har de identiska sannolikhetsfunktioner.
3. Väntevärdet av {\displaystyle X} ges av {\displaystyle \mathbb {E} [X]=G'(1^{-}).}[1] Vidare ges variansen av X av[1]{\displaystyle \operatorname {Var} (X)=G''(1^{-})+G'(1^{-})-\left[G'(1^{-})\right]^{2}.}
4. {\displaystyle G_{X}(e^{t})=M_{X}(t)} där X är en slumpvariabel, {\displaystyle G_{X}(t)} är den sannolikhetsgenererande funktionen och {\displaystyle M_{X}(t)} är den momentgenererande funktionen.

## Exempel
- Den sannolikhetsgenererande funktionen för en konstant slumpvariabel, dvs Pr ( X = c ) = 1, är 
{\displaystyle G(s)=s^{c}.}
- Den sannolikhetsgenererande funktionen för en Bernoullifördelad slumpvariabel med parameter p ges av
{\displaystyle G(s)=(1-p)+ps.}
- Den sannolikhetsgenererande funktionen för en Poissonfördelad slumpvariabel med parametern λ är 
{\displaystyle G(z)=e^{\lambda (z-1)}.}